# Eucereon aroa
Eucereon aroa är en fjärilsart som beskrevs av William Schaus 1894. Eucereon aroa ingår i släktet Eucereon och familjen björnspinnare. Inga underarter finns listade i Catalogue of Life.